# Домашинец
Домашинец је насељено место и седиште општине у Међимурју, Хрватска. До територијалне реорганизације у Хрватској, Домашинец се налазио у саставу старе општине Чаковец.

## Становништво
На попису становништва 2011. године, општина Домашинец је имала 2.251 становника, од чега у самом Домашинцу 1.700.

## Попис1991.
На попису становништва 1991. године, насељено место Домашинец је имало 1.968 становника, следећег националног састава:
| Попис 1991.‍   | Попис 1991.‍  | Попис 1991.‍ | Попис 1991.‍ | Попис 1991.‍ |
| ------------- | ------------ | ----------- | ----------- | ----------- |
|               |              |             |             |             |
| Хрвати        | Хрвати       |             | 1.875       | 95,27%      |
| Роми          | Роми         |             | 29          | 1,47%       |
| Срби          | Срби         |             | 5           | 0,25%       |
| Југословени   | Југословени  |             | 4           | 0,20%       |
| Муслимани     | Муслимани    |             | 4           | 0,20%       |
| Словенци      | Словенци     |             | 2           | 0,10%       |
| Мађари        | Мађари       |             | 1           | 0,05%       |
| неопредељени  | неопредељени |             | 1           | 0,05%       |
| регион. опр.  | регион. опр. |             | 3           | 0,15%       |
| непознато     | непознато    |             | 44          | 2,23%       |
| укупно: 1.968 |              |             |             |             |